# José Eduardo de Herrera
José Eduardo de Herrera (Ciudad de México ca. 1690 – Ciudad de México, 21 de marzo de 1758) fue un arquitecto novohispano de principios del siglo XVIII seguidor del estilo barroco. Fue hijo del arquitecto Manuel de Herrera y Francisca Hernández. Es uno de los pocos arquitectos del periodo colonial de los que se conserva algún escrito.

## Biografía
Participó en la construcción de la casa de Moneda y hacia 1739 fue nombrado maestro mayor de la inquisición. De sus principales obras destacan la Iglesia de santa maría de la Caridad. -anexa al colegio del mismo nombre-, considerada su obra maestra, las casas que forman el costado oeste de la plaza de Loreto y la Casa del Risco en San Ángel. También dirigió la construcción de la iglesia del Carmen de la Ciudad de México usando los planos elaborados por José Miguel de Rivera Saravia quien murió antes de poder concluir la obra. La iglesia fue terminada en 1742 y fue destruida a principios del siglo XIX. Solo se conservó la iglesia de la tercera orden -obra de José del Mazo y Avilés- la cual es el actual templo del Carmen, sin embargo la fachada es de finales del siglo XIX. Terminó la construcción del templo de San Fernando en 1751.
Participó en la elaboración de las ordenanzas de arquitectura, firmadas el 7 de diciembre de 1735, junto con  los arquitectos Pedro de Arrieta, Miguel Custodio Durán,  José Miguel de Rivera y Manuel Álvarez. Sin embargo estas reformas no fueron ratificadas por lo que en 1746, fue presentada una nueva versión de las reformas las cuales tampoco fueron aprobadas. El arquitecto Herrera también participó en la elaboración de estas junto con los arquitectos Miguel Custodio Durán, Lorenzo Rodríguez, Bernardino de Orduña, Manuel Álvarez, José de la Roa y José González

## Obras destacadas
- Iglesia de Santa María de la Caridad (1740)
- Casa del Risco, en San Ángel
- Casas de la plaza de Loreto (1749)
- Bóvedas de la capilla del Rosario del Convento de Santo Domingo en Mixcoac (1749)
- Tribunas del coro de la Catedral Metropolitana de la Ciudad de México (1737)[7]
- Templo de San Fernando (1751) con Manuel Álvarez
- Traza de la Villa de Guadalupe, con Manuel Álvarez (1750)

## Galería de imágenes
|                                      |
| Iglesia de Santa María de la Caridad |

|                |
| Casa del Risco |

|                                  |
| Casa norte de la plaza de Loreto |

|                                |
| Casa sur de la plaza de Loreto |

|                                   |
| Coro de la Catedral Metropolitana |

|                        |
| Templo de San Fernando |